# Riff-Raff (1991)

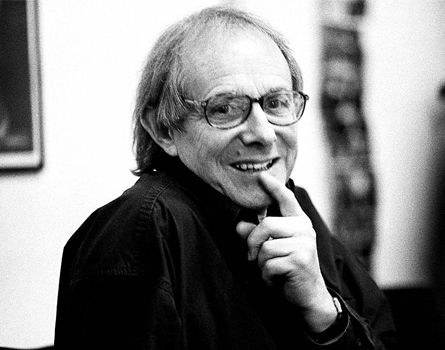
Ken Loach (Regisseur)

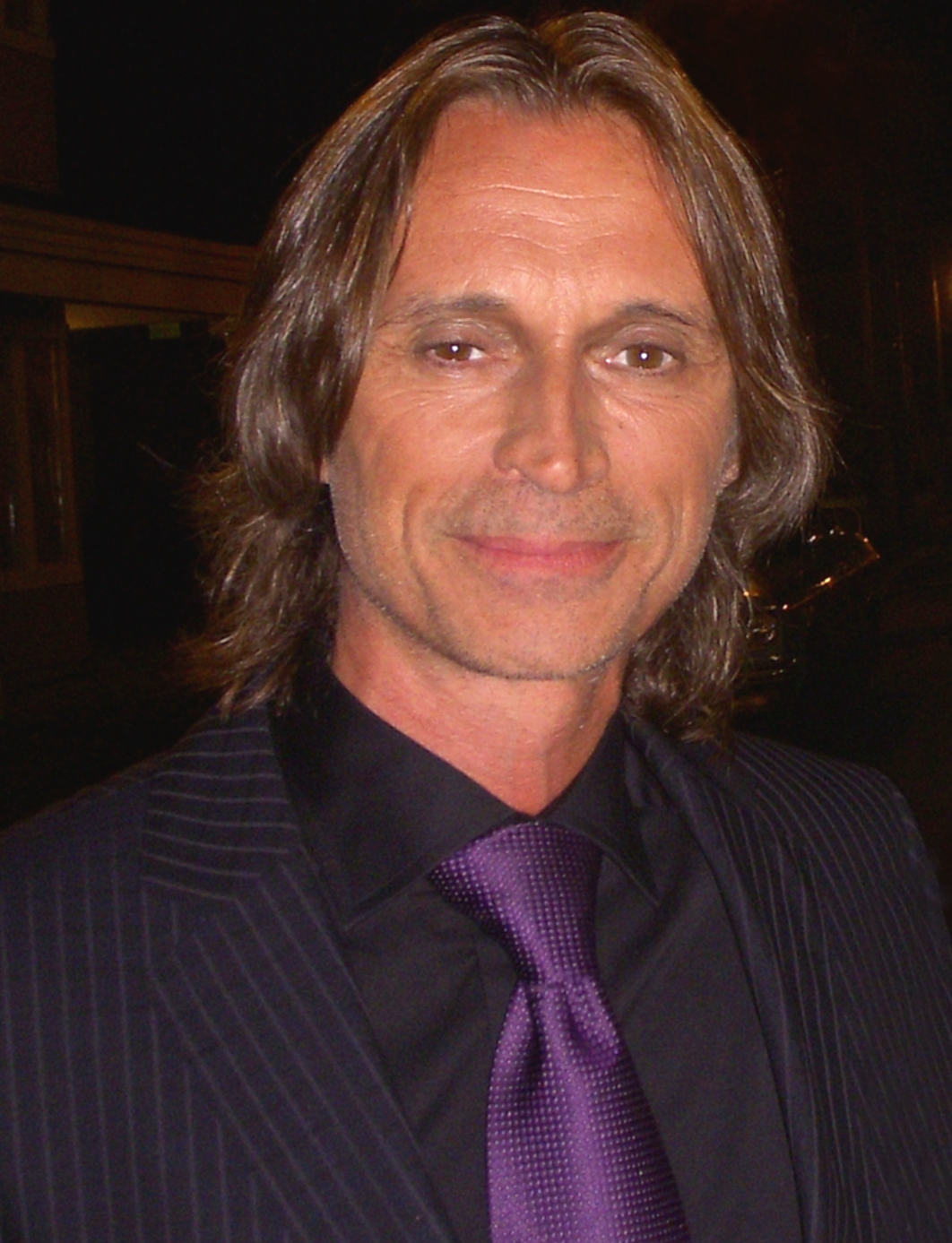
Robert Carlyle (2011)

Riff-Raff ist ein Spielfilm des britischen Filmregisseurs Ken Loach aus dem Jahre 1991. Wie bei den meisten Filmen von Ken Loach ist Riff-Raff ein lebensnahes Porträt von Großbritannien. Riff-Raff bedeutet auf Deutsch „Gesindel“. So dreht sich diese schwarze Komödie um den Bodensatz der englischen Gesellschaft und legt den Niedergang der britischen Arbeiterklasse während des Thatcherismus schonungslos offen.

## Handlung
Angesiedelt ist diese grimmige Komödie auf einer Baustelle in einer tristen Umgebung am Rande Londons zur Regierungszeit von Premierministerin Margaret Thatcher. Hier herrscht ein rauer Ton. Die Arbeitsbedingungen sind halsbrecherisch. Baugerüste werden nicht gesichert. Aufgrund purer Not lassen sich aber viele Arbeitslose für einen Hungerlohn unter miesen Bedingungen ausbeuten. Egal ob streitlustige Hitzköpfe, Ex-Häftlinge oder illegale Einwanderer – hier gibt es keine Tarifverträge und niemand fragt nach amtlichen Papieren. Alle Underdogs sind willkommen, da man mit diesen machen kann, was man will und sich nicht um Sicherheitsvorkehrungen scheren muss.
Die Geschichte dreht sich um ein paar solcher Verlierer. Der Film erzählt, wie sie sich gegenseitig über den Tisch ziehen und dennoch zusammenhalten, wie sie mit derben Witzen den tristen Alltag bewältigen, da sie nie wissen, was morgen sein wird.
Im Mittelpunkt des Films steht Stevie, ein stiller, hart arbeitender Kerl, der wegen Diebstahles im Gefängnis saß und nun in London bei einem nicht gewerkschaftlich organisierten Bautrupp Arbeit gefunden hat, der ein altes Krankenhaus, das Princess of Wales Hospital, in Luxuswohnungen umbaut. Seine Kumpels vom Bau nennen ihn scherzhaft „Billy Connolly“ (nach dem bekannten IRA-Mitglied).
Wie die meisten seiner Kollegen ist Stevie obdachlos und findet eine Wohnung in einem leerstehenden Gebäude. Sein Kollege Larry Reilly hilft ihm mit anderen Arbeitern vom Bau die Wohnung für ihn herzurichten.
Eines Tages findet Stevie zufällig eine verlorene Handtasche, die voller Briefe, einem Buch und einem Bild einer attraktiven jungen Frau ist. Das macht Stevie neugierig. Mit Hilfe der Briefe macht er die Besitzerin ausfindig: die Irin Susan Miles. Stevie ist von ihr fasziniert und entwickelt zunächst eine scheue Liebe. Beide versuchen dem Elend anhand ihrer Zukunftsträume zu entfliehen. Die exzentrische Susan träumt von einer Karriere als Popsängerin. Stevie will viel Geld mit dem Verkauf von Boxershorts und Socken machen.
Als Susan in einem Pub auftritt, schleppt Stevie seine Freunde von der Baustelle zu ihrem Konzert, wo sie jedoch aufgrund ihrer schwachen Stimme ausgepfiffen wird. Schließlich erzwingt Larry (Ricky Tomlison), Stevies älterer Freund, dass das flegelhafte Publikum Susan applaudiert. Da Susan mit ihren Mietzahlungen im Verzug ist, zieht sie bald bei Stevie ein und dekoriert die schäbige Wohnung mit orientalischen Tüchern und allerlei Kitsch. Er hofft, dass sie eines Tages heiraten werden. Doch die Beziehung wird zunehmend auf eine harte Probe gestellt, da Susans Träume aus Stevies Sicht wenig mit der Realität zu tun haben. So wirft ihr Stevie eines Tages an den Kopf: „Depressionen? Die sind für die Mittelschicht. Wir stehen früh auf.“ Schließlich muss Stevie feststellen, dass seine Freundin regelmäßig Drogen nimmt.
Die Spannungen auf der Baustelle nehmen derweil immer mehr zu. Die Bauarbeiter werden von den Vorarbeitern ausgebeutet, die Baustelle ist nicht gesichert und die Bezahlung ist so schlecht, dass die Männer nicht ihren richtigen Namen angeben, um keine Steuern zahlen zu müssen. Die Schwarzarbeiter brauchen daher jemanden, der die wöchentlichen Schecks für sie bei der Bank einlöst. Zwar gibt es einen Afrikaner, der sich dafür hergibt, doch will er hierfür fünf Pfund Provision. Die weißen Schwarzarbeiter sind empört, dass ausgerechnet ein Schwarzer sie abzocken will.
Zugleich machen sich die Bauarbeiter zunehmend Sorgen um die Sicherheit auf der Baustelle. Larry, der nie ein Blatt vor den Mund nimmt, schlägt vor, dass sich alle gewerkschaftlich organisieren. Als er die Sorgen um die Sicherheit dem skrupellosen, verlogenen Chef vorträgt, wird er gefeuert. Stevie und andere Bauarbeiter rächen sich schließlich an der Baufirma und stecken die Baustelle in Brand.

## Kritik
„Eine grimmige, aber von großer Sympathie für die Protagonisten getragene Komödie über den Niedergang der britischen Arbeiterklasse. Eine Momentaufnahme aus scheinbar hoffnungslosen Zeiten, die überzeugend dafür argumentiert, gerade jetzt nicht aufzugeben.“

„Ken Loachs Felix-gekrönter Film könnte eine Sozialstudie sein, in Auftrag gegeben von einer Kommission, die die Verrottung britischer Industriestädte in Zeiten rigoroser Gesundschrumpfung untersucht. Aber es ist, seltsam genug, eher eine Komödie. Eine Komödie allerdings, die auf Yuppie-Charme und Party-Gehabe verzichtet, weil sie an einem der tristen Ränder Londons spielt“

„Um den hochgestauten Frustrationsvorrat überhaupt noch abzubauen, greift Loach zu einer bewährten Lösung der englischen Revoltenfilme aus den sechziger Jahren. Sie lautet: Anzünden! Der Bau, als Symbol des gesellschaftlichen Umbaus (vom Krankenbett zum Luxusbett) etwas bemüht, hat ausgedient. Die Baustelle ist am Ende ein einziger Sarkasmus, die Utopie der Brüderlichkeit eine ohnmächtige Auflehnung. Der Traum vom Aufstieg ist nur ein Funke im Feuer der Vernichtung. Durch die Ruinen flitzen, munter wie im ersten Bild, die Ratten. Sie sind als einzige Wesen in ‚RiffRaff‘ quietschvergnügt“

## Hintergrund
Drehbuchautor Bill Jesse war selbst einmal Bauarbeiter und starb noch während der Fertigstellung des Films im Alter von 48 Jahren. Der Film ist ihm gewidmet.
Ken Loach engagierte für Riff-Raff ausschließlich Schauspieler, die schon einmal auf dem Bau gearbeitet hatten. Der Film war das Karrieresprungbrett für Robert Carlyle, der später mit Ganz oder gar nicht (The Full Monty) (1997) berühmt wurde.

## Preise
- FIPRESCI-Preis, Internationale Filmfestspiele von Cannes (1991)
- Europäischen Filmpreis, Kategorie „Bester Film“, Sally Hibbin (Produzentin) (1991)
- Special Prix Italia, Kategorie „Fiktion“ (1993)

## Nominierungen
- Europäischen Filmpreis, Kategorie „Beste männliche Nebenrolle“, Ricky Tomlinson (1991)
- Goya, Kategorie „Bester europäischer Film“ („Mejor Película Europea“), Ken Loach (1993)